# دیاپارا
دیاپارا (به لاتین: Diapara) یک روستا در بنگلادش است که در استان باریسال و در ناحیه باریسال واقع شده است.